# Geelkuiftangare
De geelkuiftangare (Loriotus rufiventer synoniem: Tachyphonus rufiventer) is een zangvogel uit de familie Thraupidae (tangaren).

## Verspreiding en leefgebied
Deze soort komt voor van oostelijk Peru tot noordwestelijk Bolivia en aangrenzend westelijk amazonisch Brazilië.